# 奧利佛·迪姆斯代爾
奧利佛·迪姆斯代爾（Oliver Dimsdale，1972年10月28日—）是英國的一位演員。他最著名的作品是在BBC影集He Knew He Was Right中飾演Louis Trevelyan角色。他曾就讀於市政廳音樂及戲劇學院並在1999年畢業。

## 外部連結
- Oliver Dimsdale在互联网电影资料库（IMDb）上的資料（英文）
- Filter Theatre （页面存档备份，存于）